# Balearica
Balearica é um género de aves da família Gruidae, vulgarmente conhecidas como grous-coroados.
Este género contém as seguintes duas espécies:
- Grou-coroado-cinzento (B. regulorum)
- Grou-coroado-preto (B. pavonina)